# Lise Charmel
Lise Charmel est un fabricant et distributeur français, d'origine lyonnaise, possédant plusieurs marques de lingerie et maillots de bain, dont la marque éponyme. C'est l’un des plus importants producteurs français de sous-vêtements, corseterie / lingerie de luxe. Lise Charmel produisait à l’origine de la lingerie sur mesure.

## Historique

### Origines
Dans les années 1950, la petite entreprise Lise Charmel est fondée à La Croix-Rousse à Lyon.
Elle est rachetée en 1975 par Jacques Daumal, qui est toujours à l'heure actuelle le président de Lise Charmel Industrie.

### Expansion
Le groupe Lise Charmel s'agrandit en créant en 1999 la marque Antigel, qui s'adresse à une clientèle plus jeune. Elle rachète ensuite la marque Antinéa, marque de milieu de gamme, et crée la marque Eprise. Celle-ci se décline jusqu'au bonnet G, ce qui élargit encore davantage la clientèle du groupe. 
En 2011, Lise Charmel ajoute une cinquième marque à son offre et lance Epure, dans un style très éloigné des broderies sophistiquées de Lise Charmel. Fin 2011, la gamme Lingerie Joaillerie est présentée en avant-première au Salon International de la Lingerie en janvier 2012 ; elle intègre de la lamination de motifs placés.
Les créations de Lise Charmel obtiennent des distinctions diverses comme le Trophée International de l’Esthétique et de l’Élégance dès 1968, la création des quatre défilés de haute lingerie du film Les Fauves en 1984, ou la remise de l’International Gold Metal for Quality à Madrid en 1992.
Lise Charmel propose des lignes entières de produits, déclinées à la fois en corseterie / lingerie, articles coordonnables (robes, pantalons...), balnéaires (maillots de bain et beach wear) et accessoires qu’elle étend avec une forte cohérence de style. L’entreprise conserve un processus de fabrication artisanal. L’innovation (matières, coloris, coupes, tendances) fait partie des attributs de Lise Charmel qui a été la première entreprise à créer des lignes faites de guêpières et de dentelles élastiques.
Fin 2018 Lise Charmel prend ses quartiers au Royaume-Uni avec un premier corner au sein du grand magasin de luxe Harrods.
Février 2020 : L’entreprise, qui avait été victime d’une cyberattaque, et dont elle ne s’est pleinement sortie qu’au mois de janvier, se place en redressement judiciaire.
La filiale Antigel Lingerie fait l'objet de la même procédure.